# Office of Strategic Services
L'Office of Strategic Services (OSS) era un servizio segreto statunitense operante nel periodo della seconda guerra mondiale. Fu il precursore della CIA.
Fu istituito nel giugno 1942 con lo scopo di coordinare la gestione della raccolta di intelligence militare a livello centrale, assumendo in ciò un ruolo sovraordinato ad ogni altra analoga struttura già esistente nelle forze armate americane (ogni forza aveva infatti, e tuttora possiede, un proprio servizio di intelligence), in particolare per quanto concerneva le operazioni oltre le linee nemiche, venendo poi sciolto nel 1945.
Tra lo scioglimento dell'OSS e la nascita della CIA vi fu un breve periodo (1946-1947) di operatività del Central Intelligence Group (CIG), un organismo creato da Truman avvalendosi con disinvoltura di poteri presidenziali previsti per il tempo di guerra, quindi al di fuori dei casi consentiti. Esperti dell'amministrazione USA ritennero "illegale" tale situazione, poi sanata con l'istituzione dell'attuale CIA.

## Storia
Prima della formazione dell'OSS, l'intelligence americana era stata svolta estemporaneamente dai vari ministeri del governo, tra cui il Dipartimento di Stato, quello del Tesoro, della Marina e della Guerra. Non vi era alcuna forma di direzione, coordinamento o controllo. Lo US Army e la US Navy avevano organismi di decrittazione separati: Signals Intelligence Service e OP-20-G. (Una precedente operazione di criptoanalisi, MI-8, diretta da Herbert Yardley, era stata soffocata nel 1929 dal Segretario di Stato Henry Stimson, che la giudicò un'attività sconveniente per la branca diplomatica, in quanto "le persone per bene non leggono la posta altrui".) L'FBI era competente per la sicurezza interna e le operazioni di controspionaggio.
Il presidente Roosevelt era preoccupato per le carenze americane in tema d'intelligence. Su consiglio di William Stephenson, responsabile britannico dell'intelligence per l'emisfero occidentale, Roosevelt chiese a William Joseph Donovan di tracciare un piano per un servizio segreto ispirato ai britannici Secret Intelligence Service (MI6) e Special Operations Executive (SOE). Il colonnello Donovan ebbe l'incarico di valutare la posizione militare globale al fine di indicare le esigenze dell'intelligence americana, posto che gli Stati Uniti non avevano un organo centrale di intelligence. Dopo aver consegnato il suo studio, Memorandum of Establishment of Service of Strategic Information, il colonnello Donovan fu designato "Co-ordinator of Information" (COI) l'11 luglio 1941. In seguito l'organizzazione fu sviluppata con l'assistenza britannica; Donovan aveva responsabilità ma non poteri effettivi e gli organismi di intelligence USA già esistenti erano scettici, quando non proprio ostili. Fino ad alcuni mesi dopo Pearl Harbor, il grosso dell'intelligence OSS veniva dal Regno Unito. I primi agenti OSS furono addestrati dalla British Security Coordination (BSC) in Canada, finché non vennero istituite basi addestrative negli USA dirette da istruttori BSC, che tra l'altro diedero spiegazioni di come fosse costituito e gestito il SOE. I britannici misero immediatamente a disposizione la loro capacità di trasmettere in onde corte in Europa, Africa ed Estremo Oriente e fornirono le relative apparecchiature agli agenti americani sinché la produzione nazionale di questi ultimi non fu avviata.
L'Office of Strategic Services fu costituito con un decreto militare del presidente Roosevelt durante la seconda guerra mondiale il 13 giugno 1942, per raccogliere ed analizzare le informazioni strategiche necessarie al Joint Chiefs of Staff e per svolgere operazioni speciali non affidate ad altri organismi. Durante il conflitto l'OSS fornì alle autorità politiche dati e previsioni, ma l'OSS non ebbe mai la supervisione generale di tutte le attività di intelligence svolte all'estero. L'FBI era preposto allo spionaggio in America Latina mentre esercito e marina curavano le situazioni di rispettiva competenza. Venne poi sciolto con decreto del presidente Harry S. Truman nel 1945.

## Attività

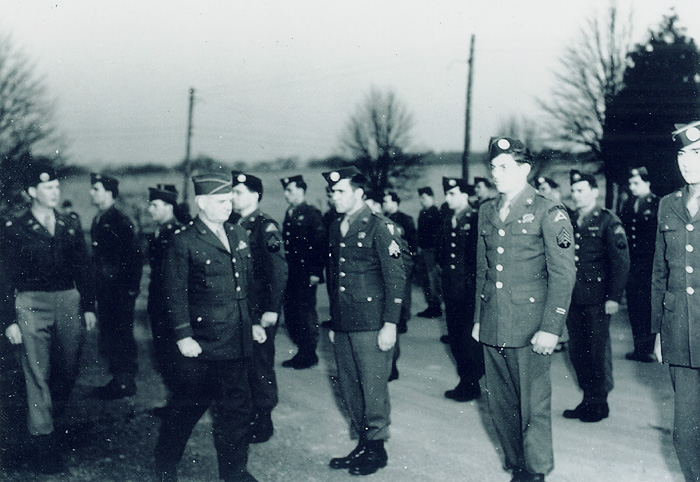
Il generale William Joseph Donovan passa in rassegna a Bethesda (Maryland) i membri del Gruppo Operativo in partenza per la Cina nel 1945.

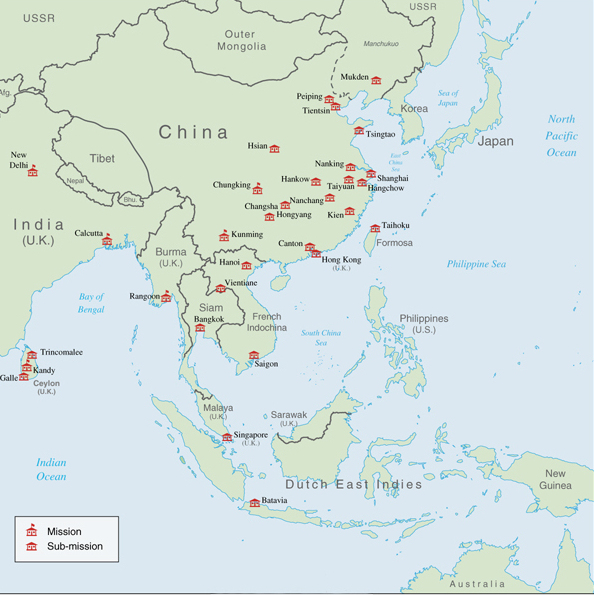
Missioni e basi OSS in Estremo Oriente

Durante la seconda guerra mondiale, l'OSS condusse molteplici missioni e attività, tra cui l'acquisizione di informazioni per mezzo di spie, l'esecuzione di atti di sabotaggio, azioni di guerra attraverso la propaganda, organizzazione e coordinamento di gruppi di resistenza antinazista in Europa, addestramento di guerriglieri anti nipponici in Asia, solo per citare i compiti principali. Al culmine del suo sviluppo nell'ultimo conflitto mondiale, l'OSS impiegava almeno 24 000 persone. Tra gli altri compiti, l'OSS si occupò di propaganda, spionaggio, sovversione e pianificazione del dopoguerra.
Dal 1943–1945, l'OSS giocò un ruolo fondamentale nell'addestrare le truppe del Kuomintang in Cina e Birmania, e reclutò Jingpo ed altre forze irregolari indigene per azioni di sabotaggio o come guide per le forze alleate che si opponevano all'esercito giapponese nel teatro operativo tra Cina, Birmania e India. Fra le altre attività, l'OSS collaborò ad armare, addestrare e rifornire movimenti di resistenza, tra cui l'Esercito Popolare di Liberazione di Mao Tse-tung e il Viet Minh nell'Indocina francese, in zone occupate dalle Potenze dell'Asse durante la Seconda guerra mondiale. L'ufficiale OSS Archimedes Patti fu determinante per le operazioni OSS nell'Indocina francese ed ebbe frequenti contatti con Ho Chi Minh nel 1945.
Agenti OSS entrarono in contatto anche con gruppi di resistenza giapponesi in Cina allo scopo di studiare i loro programmi di guerra psicologica contro il Giappone. La Dixie Mission, composta da 20 persone tra cui due agenti OSS, prese contatto con Sanzō Nosaka e la sua Nippon Jinmin Kaihō Renmei, un gruppo giapponese comunista di resistenza costituito di prigionieri di guerra giapponesi rieducati da Sanzo. L'OSS si mostrò interessato pure a Wataru Kaji e alla sua Nihonjin Hansen Domei, composta di prigionieri di guerra giapponesi rieducati da Kaji ed altri capi della Nihonjin Hansen Domei. Kaji sarebbe stato interrogato dai soldati nisei Koji Ariyoshi della Dixie Mission e Karl Yoneda del servizio segreto militare USA.
Uno dei più grandi successi dell'OSS nella Seconda guerra mondiale fu l'infiltrazione di propri agenti nella Germania nazista. L'OSS aveva il compito di addestrare elementi austriaci e tedeschi per missioni in Germania. Tra questi agenti vi erano varie figure fuoriuscite, come membri del partito comunista socialista, attivisti sindacali, prigionieri di guerra antinazisti e rifugiati tedeschi ed ebrei. L'OSS reclutò e gestì inoltre una delle più importanti spie del conflitto, il diplomatico tedesco Fritz Kolbe.

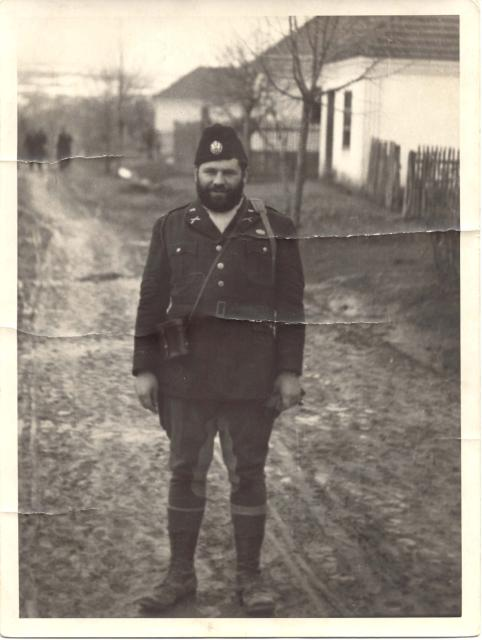
Il primo tenente OSS George Musulin dietro le linee nemiche nella Serbia occupata dai tedeschi, camuffato da cetnico, durante la sua prima missione nel novembre 1943. La sua seconda missione fu l'Operation Halyard.

Nel 1943 l'OSS avviò delle operazioni ad Istanbul. 
La Turchia, paese neutrale nella Seconda guerra mondiale, era un posto in cui tanto l'Asse quanto le potenze Alleate mantenevano circuiti di spionaggio. Le linee ferroviarie colleganti l'Asia centrale con l'Europa, e la contiguità della Turchia con gli stati balcanici ne facevano un crocevia del traffico di informazioni strategiche. Lo scopo dell'operazione OSS ad Istanbul chiamata Project Net-1 era di infiltrare e mitigare l'azione sovversiva nei territori già appartenuti all'Impero ottomano e a quello austro-ungarico. Capo delle operazioni OSS ad Istanbul era il banchiere di Chicago Lanning "Packy" Macfarland che agiva grazie alla copertura derivantegli dalla sua funzione di banchiere nel programma americano Lend-Lease. Macfarland arruolò Alfred Schwarz, ingegnere e uomo d'affari cecoslovacco che prese il nome di "Dogwood" e finì per stabilire la catena di informazioni Dogwood. Dogwood a sua volta arruolò un assistente personale di nome Walter Arndt e si accreditò come dipendente della Istanbul Western Electrik Kompani. Attraverso Schwartz e Arndt l'OSS riuscì ad infiltrarsi nei gruppi antifascisti in Austria, Ungheria e Germania. Schwartz riuscì a convincere corrieri diplomatici romeni, bulgari, ungheresi e svizzeri a contrabbandare informazioni dell'intelligence americana in questi territori e a stabilire contatti con gli elementi antinazisti e loro collaboratori. Corrieri ed agenti imparavano a memoria le informazioni e producevano rapporti analitici; quando non era possibile mandare a memoria le informazioni, le microfilmavano, nascondendole poi nelle scarpe o in cavità intagliate nelle matite. Attraverso questo processo le informazioni sul regime nazista arrivavano, passando da Macfarland e dall'OSS di Istanbul, fino a Washington.
Benché la "catena Dogwood" ottenesse una gran quantità di informazioni, la relativa affidabilità era sempre più messa in discussione dall'intelligence britannica. Alla fine verso maggio 1944 grazie alla collaborazione tra OSS, intelligence britannica, il Cairo e Washington, si stabilì che l'intera catena Dogwood era inaffidabile e pericolosa. La diffusione di notizie fasulle presso l'OSS aveva lo scopo di sviare l'impiego delle risorse alleate. La catena Dogwood di Schwartz, che era il più potente strumento spionistico americano in territorio occupato, fu di conseguenza ben presto abbandonata.
Verso la fine del 1944, l'OSS acquistò codici e materiale di cifratura sovietici (o informazioni finlandesi in proposito) da ufficiali dell'esercito finlandese emigrati.
Il Segretario di Stato Edward Reilly Stettinius eccepì che questo comportamento violava un accordo che il presidente Roosevelt aveva concluso con l'URSS, impegnandosi a non interferire dagli USA nel traffico cifrato sovietico. Il generale Donovan poteva aver copiato le carte prima di restituirle il successivo gennaio, ma non c'è alcuna traccia che Arlington Hall (sede principale del Signals Intelligence Service dell'esercito) le avesse ricevute, e gli archivi di CIA e NSA non ne hanno copie superstiti.
Questo libro di codici fu di fatto utilizzato nell'operazione di criptoanalisi Progetto Venona, che contribuì a far emergere una ramificata attività spionistica sovietica nel Nordamerica.

## Armi e attrezzature

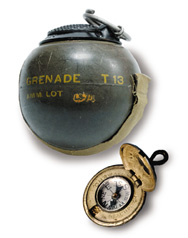
Dotazioni OSS: BEANO T-13 e bussola nascosta in un bottone. Museo della CIA.

Le operazioni OSS di spionaggio e sabotaggio rendevano indispensabile un equipaggiamento altamente specializzato. Resosi conto di ciò, il generale Donovan invitò esperti, organizzò seminari e finanziò laboratori che avrebbero formato il nucleo del futuro Research & Development Branch ("settore ricerca e sviluppo"). Il chimico di Boston Stanley P. Lovell ne fu il primo capo, e Donovan lo chiamava scherzosamente "il mio professor Moriarty". Per tutta la durata della guerra, il Research & Development abilmente adattò armi alleate ed equipaggiamento spionistico, anche producendo in proprio una gamma romanzesca di strumenti ed arnesi da spia, tra cui: pistole silenziate, mitra alleggeriti, bombe a mano "BEANO T-13" che scoppiavano subito dopo l'impatto, esplosivi camuffati da pezzi di carbone ("Black Joe") o borse di farina cinese ("Aunt Jemima"), micce all'acetone per le mine adesive, bussole nascoste in bottoni da uniforme, carte da gioco che occultavano mappe, una fotocamera da 16 mm Kodak dissimulata da pacchetto di fiammiferi, tavolette di veleno senza aroma (pillole "K" ed "L"), e sigarette rivestite di tetraidrocannabinolo acetato (un estratto della canapa indiana) per indurre incontrollabile loquacità, ed altri ritrovati ancora. Inoltre, fu sviluppato equipaggiamento di comunicazione innovativo, come strumenti di intercettazione, segnalatori elettronici per localizzare gli agenti, e il sistema radio portatile "Joan-Eleanor" che permetteva agli operatori a terra di stabilire un contatto sicuro con un aereo che si preparasse ad atterrare o a deporre un carico. Il Research & Development dell'OSS stampò anche false tessere identificative tedesche e giapponesi, vari lasciapassare, carte di razionamento e denaro contraffatto.
Il 28 agosto 1943 fu chiesto a Stanley Lovell di fare una presentazione di fronte a un pubblico poco favorevole del Joint Chiefs of Staff, dato che i grandi capi USA erano assai scettici su tutti i piani OSS che andavano al di là della raccolta di informazioni militari, e si preparavano a spartire l'OSS tra esercito e marina (l'aeronautica USA non esisteva ancora come forza armata autonoma). Dicono che, mentre stava spiegando finalità e missione del suo dipartimento e presentando vari aggeggi e strumenti, avrebbe casualmente gettato in un cestino la Hedy, un tipo di congegno a forma di petardo per creare panico, che subito provocò un forte rumore sibilante seguito da un botto assordante. La presentazione fu interrotta e non venne ripresa poiché tutti i presenti fuggirono. In realtà, la Hedy, scherzosamente chiamata in quel modo con riferimento alla star di Hollywood Hedy Lamarr (entrambe erano bravissime a distrarre gli uomini), salvò la vita a qualche operatore OSS in trappola.
Non tutti i progetti funzionarono. Alcune idee erano davvero balzane, come quella di produrre sterco di capra patogeno — PROJECT Capricious (1942) — per diffondere l'antrace, usando le mosche, fra le truppe tedesche nel Marocco Spagnolo per evitare che la Spagna si unisse alle Potenze dell'Asse. Donovan non fu informato del PROJECT Capricious a causa della sua estrema segretezza; i tedeschi alla fine se ne andarono e l'Operazione Capricious fu annullata. Si era anche pensato di introdurre estrogeno nel cibo di Hitler per privarlo dei suoi caratteristici baffi e soprattutto della sua voce baritonale, ben nota ad ogni tedesco. Una trama più letale prevedeva l'occultamento di iprite nei fiori per provocare la cecità tra i generali del comando supremo tedesco. Nel complesso, Stanley Lovell fece un gran lavoro per spianare all'OSS la strada nell'arena dello spionaggio della Seconda guerra mondiale, in un modo che lui stesso così sintetizzò: "Era mia regola prendere in considerazione qualunque metodo che potesse servire la causa della guerra, anche se non ortodosso o senza precedenti".
Nel 1939, il giovane medico Christian J. Lambertsen sviluppò un rebreather ad ossigeno (Lambertsen Amphibious Respiratory Unit) e nel 1942 lo presentò all'OSS — subito dopo la bocciatura espressa dalla U.S. Navy — nella piscina di un hotel di Washington D.C. L'OSS fu talmente convinto dall'idea che assunse Lambertsen come direttore del programma finalizzato a costituire una squadra subacquei per l'organizzazione. I suoi compiti comprendevano addestramento e metodi di sviluppo di unità subacquei autosufficienti oltre alla fornitura di Lambertsen Amphibious Respiratory Unit per l'OSS "Operational Swimmer Group". Il crescente impegno dell'OSS nell'infiltrazione costiera e nel sabotaggio via mare portò in seguito alla costituzione della OSS Maritime Unit ("unità marittima dell'OSS").

## Dissolvimento in altre agenzie
Dopo la vittoria in Europa nel maggio del 1945, l'OSS fu maggiormente in grado di concentrare le sue operazioni in Giappone. Un mese dopo che la guerra era stata vinta nel Teatro delle operazioni nel Pacifico, il 20 settembre 1945, il presidente Truman firmò l'ordine esecutivo 9621, che entrò in vigore il 1º ottobre 1945. Di conseguenza a partire dal 20 settembre 1945 le funzioni dell'OSS furono spartite tra Dipartimento di Stato e Dipartimento della Guerra. Il Dipartimento di Stato incorporò la Research and Analysis Branch dell'OSS, che fu rinominata Interim Research and Intelligence Service (IRIS), sotto il comando del colonnello dell'esercito Alfred McCormack. L'unità fu poi ancora ribattezzata Bureau of Intelligence and Research.
Il Dipartimento della Guerra acquisì le branche Secret Intelligence (SI) e Counter-Espionage (X-2), che furono inserite in un nuovo ufficio creato appositamente, la Strategic Services Unit (SSU). Il Segretario di Stato per la Guerra nominò il brigadiere generale John Magruder (già vicedirettore dell'intelligence nell'OSS di Donovan) "commissario liquidatore" dell'OSS, e — cosa più importante — con l'incarico di preservare la capacità di intelligence clandestina dell'OSS.
Nel gennaio 1946 il presidente Truman creò il Central Intelligence Group (CIG), diretto precursore della CIA. Le risorse della SSU, che costituivano al momento un "nucleo" embrionale di intelligence clandestina, furono trasferite al CIG a metà 1946 e furono ricostituite come Office of Special Operations (OSO). Inoltre il National Security Act del 1947 diede vita alla prima agenzia permanente statunitense di intelligence in tempo di pace, la CIA, che da quel momento assunse le funzioni dell'OSS. Discendente diretta della componente paramilitare dell'OSS è la Special Activities Division della CIA.

## Sedi
Prince William Forest Park (allora conosciuto con il nome di Chopawamsic Recreational Demonstration Area) fu il primo sito di un campo addestrativo OSS, attivo dal 1942 al 1945. L'Area "C", estesa per circa 24 km², fu utilizzata ampiamente per l'addestramento nelle comunicazioni, mentre l'Area "A" fu impiegata per addestrare alcuni dei gruppi operativi. 
Catoctin Mountain Park, oggi sede di Camp David, era il sito dell'Area "B" come campo addestrativo dell'OSS. Il Congressional Country Club (Area "F") a Bethesda (Maryland) era la principale struttura addestrativa OSS.
La sezione di Londra dell'OSS, e la sua prima sede all'estero, era all'indirizzo 70 Grosvenor Street, W1.
Le sedi del Catalina Island Marine Institute a Toyon Bay sull'isola di Santa Catalina (California) sono in parte composte da un ex campo di addestramento alla sopravvivenza dell'OSS.
Il National Park Service affidò al professor John Chambers della Rutgers University uno studio sulle sedi addestrative OSS ubicate in parchi nazionali.
Al Camp X, di Ajax, vicino a Oshawa (Ontario, Canada), si svolgeva un programma addestrativo di "assassinio ed eliminazione" condotto da esponenti del SOE britannico quali William E. Fairbairn e Eric A. Sykes. Molti membri dell'OSS vi ricevettero specifica formazione. Era soprannominato "la scuola del caos e dell'omicidio" da George Hunter White che fu allievo della struttura negli anni 1950.

## Personale

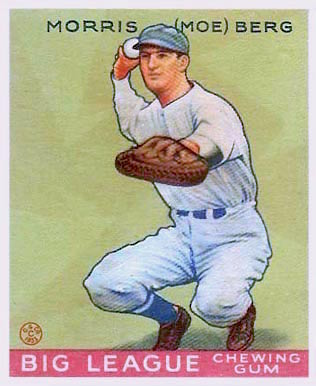
Il giocatore di Major League Baseball Moe Berg (Boston Red Sox) era stato un agente OSS.

I nomi di tutto il personale OSS e la documentazione del relativo servizio, fino a quel momento rigorosamente segreti, furono svelati il 4 agosto 2008 dai National Archives USA.
Fra i 24 000 nomi spiccavano quelli di Julia Child, Ralph Bunche, Arthur Goldberg, Saul K. Padover, Arthur Schlesinger, Jr., Bruce Sundlun e John Ford. Le 750 000 pagine dei 35 000 fascicoli personali contenevano le domande di ingresso di persone non assunte o assoldate, oltre allo stato di servizio di quelle prescelte.
Il giocatore di Major League Baseball Moe Berg fu arruolato dall'OSS nel 1943 per la sua conoscenza di svariate lingue straniere, e, assegnato alla divisione Secret Intelligence, prese parte a missioni nei Caraibi, Sudamerica, Francia, Inghilterra, Norvegia, Italia e Balcani. In seguito, Berg apprese i rudimenti della fisica nucleare e fu spedito a Zurigo, nei panni di uno studente di fisica svizzero, con l'ordine di assistere ad una conferenza presso la Technische Hochschule tenuta dal grande scienziato nucleare tedesco Werner Heisenberg. La sua missione era uccidere lo scienziato se avesse stabilito che i tedeschi si fossero spinti molto avanti nel loro sforzo di costruire una bomba atomica; egli trovò che lo scienziato non costituisse una minaccia. Berg ottenne la Presidential Medal of Freedom, ma la rifiutò poiché gli era proibito raccontare cos'avesse fatto per meritarla.
È l'unico ex giocatore di Major League Baseball la cui figurina sia esposta nella direzione CIA.
Il tenente di marina Jack Taylor fu uno dei padri dei commando moderni. L'OSS ne fece perdere le tracce all'inizio della guerra, ed ebbe una lunga carriera dietro le linee nemiche.
Taro e Mitsu Yashima, entrambi dissidenti politici nipponici che vennero imprigionati in Giappone per averne contestato il regime, lavorarono per l'OSS nella guerra psicologica contro l'Impero giapponese.

## Branche
- Censorship and Documents[61]
- Field Experimental Unit[62]
- Foreign Nationalities[63]
- Maritime Unit[64]
- Morale Operations Branch[65]
- Operational Group Command[66]

- Research & Analysis[67]
- Secret Intelligenc[68] e[69]
- Special Operations[70]
- Special Projects[71]
- X-2 (controspionaggio)

## Distaccamenti
- OSS Detachment 101: Birmania
- OSS Detachment 202: Cina
- OSS Detachment 303: Nuova Delhi
- OSS Detachment 404: aggregato al South East Asia Command britannico a Kandy, Sri Lanka
- OSS Detachment 505: Calcutta

Unità US Army aggregate all'OSS
- 2671st Special Reconnaissance Battalion
- 2677th Office of Strategic Services Regiment

## Cultura di massa

### Cinema
- Il film Paramount del 1946 Eroi nell'ombra (il cui titolo in inglese è O.S.S.), con Alan Ladd e Geraldine Fitzgerald, è la storia di agenti che si addestrano per una pericolosa missione. Il comandante John Shaheen[72] fu ingaggiato dalla produzione come consulente tecnico.
- Nel film del 1946 Il 13 non risponde, James Cagney interpreta un agente OSS che deve scoprire un infiltrato dei tedeschi tra le formazioni partigiane francesi. In questo caso il consulente tecnico fu il colonnello pluridecorato Peter J. Ortiz.
- Il film del 1946 Maschere e pugnali propone Gary Cooper nelle vesti di uno scienziato incaricato dall'OSS di far espatriare un collega italiano (pronto alla defezione con gli Alleati) appoggiandosi ad un nucleo partigiano guidato da una donna. Consulenza tecnica di E. Michael Burke.[73]
- Il film del 1951 I dannati narra il reclutamento dei prigionieri tedeschi disposti a reinfiltrarsi tra le file della Wehrmacht, per effettuare azioni di spionaggio a favore degli Americani.
- Nella serie cinematografica iniziata nel 2001 Spy Kids, la famiglia Cortez lavora per un'organizzazione chiamata OSS (Organization of Super Spies).
- Nel film del 2006 The Good Shepherd, Matt Damon impersona Edward Wilson, un neofita degli Skull and Bones che entra nell'OSS per partecipare a una missione a Londra. Fa una rapida carriera, tanto da ritrovarsi direttore del servizio controspionaggio nella CIA appena costituita.
- Il film biografico del 2008 Flash of Genius riguarda il famoso inventore americano, veterano dell'OSS, Robert Kearns.
- Nel film del 2008 Indiana Jones e il regno del teschio di cristallo, si fa capire che Indiana Jones aveva operato con l'OSS, raggiungendo il grado di colonnello.
- Nel film del 2009 Bastardi senza gloria di Quentin Tarantino, i "basterds"[74] appartengono all'OSS, benché non sia mai realmente esistita un'unità OSS come quella raccontata nel film.
- Il film del 2009 Julie & Julia contiene dei flashback del servizio prestato da Julia Child nell'OSS in tempo di guerra.

### Televisione
- Nel 1957-1958 vi fu la serie O.S.S.[75] con Ron Randell.
- Nell'episodio Triangolo della VI stagione di X-Files, la donna delle scene del 1939 ritratta da Gillian Anderson come Scully fa parte dell'OSS.
- Nell'episodio Lange, H di NCIS: Los Angeles terza stagione, l'OSS è nominato come predecessore della CIA.
- Nell'episodio Impostor di NCIS: Hawai'i l'OSS è nominato come ufficio precursore della CIA.

### Letteratura
- Il libro del 1976 A Man Called Intrepid: The Secret War di William Stevenson descrive le operazioni dell'OSS, particolarmente il ruolo del quasi omonimo William Samuel Stephenson, capo della British Security Coordination[4] a New York, nella sua costituzione. Nel 1986 lo scrittore diede alle stampe il libro Intrepid's Last Case, di argomento analogo.
- Il libro del 1957 You're Stepping on My Cloak and Dagger di Roger Wolcott Hall è un'acuta immagine delle esperienze dell'autore nell'OSS.
- Il libro del 1986 Camp X di David Stafford è un resoconto assai preciso delle attività e del personale di "Camp X", la già ricordata struttura addestrativa per sabotaggio e guerriglia presso Ajax nell'Ontario (Canada), animata dal SOE britannico.
- Le serie Honor Bound e Men At War di W.E.B. Griffin hanno per argomento immaginarie operazioni OSS.
- La serie pulp francese OSS 117, di Jean Bruce, segue le avventure di Hubert Bonisseur de la Bath, alias OSS 117, agente francese che collabora con l'OSS. La serie originale (quattro o cinque libri l'anno) durò dal 1949 al 1963, fino alla morte dell'autore, e venne continuata dalla vedova e dai figli fino al 1992. Ne vennero tratti numerosi film negli anni 1960, e nel 2006 una commedia nostalgica, rievocativa del genere film di spionaggio, Cairo, Nest of Spies, con Jean Dujardin nella parte di OSS 117. Nel 2009 il sequel OSS 117: Lost in Rio (titolo originale in francese: OSS 117: Rio Ne Répond Plus).

### Fumetti
- L'OSS è un'organizzazione raccontata dai DC Comics, a partire dal numero 192 di G.I. Combat (luglio 1976). Guidati dal misterioso Control, agiscono come unità di spionaggio, inizialmente nella Francia occupata dai nazisti. L'organizzazione si sarebbe in seguito chiamata Argent.
- La supereroina DC Comics Wonder Woman, protetta dall'identità segreta Diana Prince, lavora con il maggiore Steve Trevor nell'OSS. In tale posizione, fu spesso informata delle operazioni dell'Asse negli Stati Uniti, e più volte neutralizzò agenti della Germania nazista, del Giappone imperiale e dell'Italia fascista che tentavano di sconfiggere gli Alleati e conquistare il mondo.

### Videogiochi
- Nella serie di videogiochi Wolfenstein, il personaggio principale fa parte di un'organizzazione immaginaria chiamata l'OSA (Office of Secret Actions), ispirata all'OSS.
- In molti episodi della serie Medal of Honor il protagonista è un agente OSS immaginario.
- Nel gioco del 2012 Sniper Elite v2 il personaggio principale è un tiratore scelto OSS.
- In Indiana Jones e la macchina infernale (1999), la protagonista femminile, Sophia Hapgood, è un agente OSS (in seguito CIA).